# Федеральное бюро статистики труда США
Федеральное бюро статистики труда США (англ. The Bureau of Labor Statistics, BLS) — структурное подразделение министерства труда США, расположено в Вашингтоне.

## Деятельность
Данные по безработице — это основной экономический отчёт в США. Именно на основе этих данных ФРС традиционно обосновывает поднятие или снижение ключевой ставки. Ключевая ставка прямым образом влияет на капитализацию фондового рынка и доходность различных облигаций.
Так так показатель очень важен, заранее публикуются даты и время выхода отчётов.
В отчёте за май 2020 года, который вышел 05 июня 2020 в 08:30 утра, была допущена серьёзная ошибка: в заголовке отчёта говорилось о снижении уровня безработицы до 13,3 %, в то время как в самом отчёте говорилось, что это ошибочное значение и его надо увеличить на 3 процентных пункта. То есть до 16,3 %.

## Руководители
- Эрика Грошен (2013—2017)
- Уильям Вятровски (и. о.; 2017—2019)
- Уильям Бич (2019—2024)
- Макэнтарфер, Эрика (2024—2025).
- Уильям Вятровски (и. о.; 2025—наст.время)